# Cesta I. triedy 72
Die Cesta I. triedy 72 (slowakisch für ‚Straße 1. Ordnung 72‘), kurz I/72, ist eine Straße 1. Ordnung in der Slowakei. Sie durchquert die Mitte des Landes durch zwei große Gebirge – das Slowakische Erzgebirge und die Niedere Tatra. Es gibt nur zwei Mittelstädte und zwar Rimavská Sobota und Brezno. Vor 2008 war der Teil nördlich von Podbrezová die gesamte I/72 – der Abschnitt Rimavská Sobota–Tisovec war Teil der Straße 2. Ordnung 531 und der Abschnitt Tisovec–Brezno Teil der Straße 2. Ordnung 530.

## Verlauf
Die I/72 beginnt an einem Kreuz bei Rimavská Sobota in der Landschaft Gemer und geht zunächst durch das Rimava-Tal hinauf; durch mehrere kleinere Gemeinden erreicht sie Kleinstädte Hnúšťa und Tisovec. Bei Tisovec berührt sie den Nationalpark Muránska planina und quert den Pass Zbojská (725 m n.m.) durch; sie erreicht dann die Mittelstadt Brezno am Fluss Hron (Gran) in der Region Horehronie (Oberes Grantal).
Im Abschnitt Brezno–Podbrezová teilt sie die Strecke mit der I/66. Nach Podbrezová beginnt die Straße zum Pass Čertovica. Auf diesem Verlauf befinden sich Abzweigungen zu den Erholungsgebieten auf dem Südhang der Niederen Tatra; in dieser Gegend befinden sich auch die vier Zweitausender der Niederen Tatra: der höchste Ďumbier, dann Štiavnica, Chopok und Dereše. Die Straße überquert den Pass Čertovica auf einer Höhe von 1232 m n.m. und gilt als einer der höchsten befahrbaren Pässe in der Slowakei. Nach dem Pass folgt nur ein Abstieg zum Kessel Podtatranská kotlina und kurz nach der Brücke über der Waag mündet die Straße in die I/18 ein.